# Vága Bóltfelag
Vága Bóltfelag foi uma equipe feroês de futebol com sede em Vágur. Disputava a primeira divisão da Ilhas Feroe (Campeonato Faroês de Futebol).
Seus jogos são mandados no Stadio Vesturi á Eiði, que possui capacidade para 3.000 espectadores.

## História
O Vága Bóltfelag foi fundado em 05 de junho de 1905.